# Bitva u Blore Heath
Bitva u Blore Heath byla první velkou bitvou války růží. Odehrála se 23. září 1459 v oblasti Blore Heath ve Staffordshire nedaleko městečka Market Drayton v Anglii.

## Pozadí
Po první bitvě u St Albans roku 1455 panoval mezi znepřátelenými rody Yorků a Lancasterů relativní klid. Nicméně obě strany byly obezřetné a roku 1459 začaly shromažďovat vojska svých spojenců. Královna Markéta pokračovala v aktivizaci spojenců krále Jindřicha VI. mezi šlechtici a Yorkové, pod vedením Richarda, vévody z Yorku, hledali podporu v táboře králových odpůrců.
Yorské vojsko, které se nacházelo na hradu Middleham v Yorkshire, vedené Richardem, hrabětem ze Salisbury se potřebovalo připojit k hlavní yorské armádě na hradu Ludlow v Shopshire. Poté, co se Salisbury vydal na cestu přes Midlands nařídila královna Markéta Jamesi, lordu z Audley, aby sestavil vojsko a Salisburyho zastavil.

## Bitva
Audle vybral pro místo, kde chtěl Yorky překvapit oblast Blore Heath. Ráno 23. září 1459 zaujalo vojsko, čítající 6-12 000 mužů, obrannou pozici za bariérou na jihozápadním okraji Blore Heath odkud očekávali příchod Salisburyho vojska. Yorští zvědové spatřili Lancasterské praporce přes vršek bariéry a Salisburyho okamžitě varovali. Yorkové, v počtu 3-6 000 vojáků, byli očekáváni vojskem s asi dvojnásobnou přesilou. Poté, co se vynořili z lesa, Salisbury nařídil, aby jeho vojáci zaujali pozici k boji.
Vzdálenost mezi oběma vojsky byla asi 300 metrů. Mezi nimi tekl prudký, široký a rychle proudící potok. Tato překážka činila Audleyho pozici téměř nedobytnou. Zpočátku se oba velitelé pokusili vést neúspěšná jednání, aby se vyhnuli krveprolití. Bitva, jako mnoho jiných středověkých střetů, byla zahájena lučištníky. Vzhledem ke vzdálenosti obou vojsk ale nepřinesla žádné rozhodnutí.
Salisbury se obával, že útok přes potok by byl sebevražedný a tak použil lest, aby vylákal protivníka. Poslal několik svých důstojníků, aby se vzdálili od hlavního pole, aby se Lancasterové domnívali, že utíkají z boje. Lancasterové vyslali za nimi jízdu. V době kdy překračovali potok, byli napadeni Salisburyho muži, kteří se vrátili zpět. Je možné, že útok jízdy nenařídil sám Audley, ale výsledkem byla změna situace ve prospěch Salisburyho. Střet u potoka způsobil Lancasterům velké ztráty. Lancasterové se stáhli a po chvíli podnikli druhý útok, možná proto, aby zachránili své raněné. Druhý útok byl úspěšnější a mnoho Lancasterů dokázalo překonat potok. To vedlo k prudkému boji, ve kterém Audley padl.
Po Audleyho smrti převzal velení Lancasterů jeho zástupce, John Sutton, baron z Duddley, který nařídil provést mohutný protiútok, do kterého se zapojilo asi 4 000 vojáků. Tento útok také nebyl úspěšný a asi 500 Lancasterských vojáků se připojilo k Yorkům a začali bojovat proti svým mužům. To znamenalo pro Lancastery obrat, jejich obrana zkolabovala a Yorkové je zahnali na ústup. Odhaduje se, že v bitvě zemřelo nejméně 3 000 vojáků, z toho 2 000 na straně Lancasterů.